# Elecciones generales de Gambia de 1977
Las elecciones generales de Gambia de 1977 se realizaron entre el 4 y el 5 de abril para renovar a los 44 miembros de la Cámara de Representantes, que a su vez elegían al presidente de la república. 35 miembros eran elegidos directamente, mientras que los demás eran elegidos de forma indirecta mediante distintas designaciones (4 por el presidente electo, 4 por los jefes tribales, y 1 por el fiscal general). El resultado fue una victoria para el gobernante y hegemónico Partido Progresista Popular (PPP), que obtuvo mayoría absoluta con 29 de los 35 escaños. En segundo lugar, muy atrás, el Partido de la Convención Nacional, obtuvo 22.7% de los sufragios y 5 escaños. El último escaño fue para el Partido Unido.
De este modo, Dawda Jawara fue reelegido como presidente. Unos años más tarde, se realizaría una reforma constitucional para que el presidente fuera elegido directamente, convirtiendo a Gambia al presidencialismo.

## Resultados
| Partidos                           | Votos   | %     | Escaños | +/–   |
| ---------------------------------- | ------- | ----- | ------- | ----- |
| Partido Progresista Popular        | 123.297 | 69.6  | 29      | +1    |
| Partido de la Convención Nacional  | 40.212  | 22.7  | 5       | Nuevo |
| Partido Unido                      | 5.403   | 3.0   | 1       | –2    |
| Partido de la Liberación Nacional  | 4.095   | 2.3   | 0       | Nuevo |
| Independientes                     | 4.174   | 2.4   | 0       | –1    |
| Jefes tribales                     | –       | –     | 4       | 0     |
| Designación presidencial           | –       | –     | 4       | +1    |
| Fiscal general (ex-officio)        | –       | –     | 1       | 0     |
| Total                              | 177.181 | 100   | 44      | +4    |
| Votantes registrados/participación | 216.234 | 81.94 | –       | –     |